# ایرج کریمی
ایرج کریمی (۱۳۳۲ – ۱۱ شهریور ۱۳۹۴) کارگردان، فیلم‌نامه‌نویس و منتقد ایرانی بود. او فارغ‌التحصیل رشته مهندسی مکانیک بود. کریمی چند کتاب سینمایی را نیز ترجمه کرده‌است. او یکی از منتقدان مهم سینمایی ایران بود که در ماهنامه سینمایی فیلم نقدهای بسیاری چاپ کرد.

## حرفه
ایرج کریمی اگر چه دانش‌آموخته مهندسی مکانیک از دانشگاه امیرکبیر بود، ولی اشتغال در این رشته را به خاطر علاقه به سینما رها کرد. پیش از آن‌که منتقد فیلم شود در کانون پرورش فکری کودکان و نوجوانان به‌عنوان کارشناس سینمایی کار کرد و در آن‌جا چند فیلم کوتاه نیز ساخت. پس از آن سال‌ها در مجله فیلم نقد می‌نوشت و سهم بسزایی در پیشرفت عرصه نقد سینمایی ایران داشت، وی هم‌چنین چندین کتاب سینمایی و ادبی نیز به فارسی ترجمه کرد. مجموعه داستان‌های کوتاه، چند نمایشنامه و یک رمان با نام ملال جدول باز آثار ادبی او هستند.
کریمی در تلویزیون با فیلم بلند آهنگ پنهان به عنوان کارگردان در سال ۱۳۷۰ آغاز به کار کرد. در سال ۱۳۶۹ فیلمنامه‌نویسی سفر جادویی ساخته ابوالحسن داوودی و در ۱۳۷۰، فیلمنامه‌نویسی بهترین بابای دنیا به کارگردانی داریوش فرهنگ را بر عهده گرفت. شروع کار مستقل سینمایی او فیلم از کنار هم می‌گذریم به عنوان کارگردان در سال ۱۳۷۹ بود. از کنار هم می‌گذریم نخستین فیلمی است که وی کارگردانی، فیلم‌نامه‌نویسی و تهیه‌کنندگی آن را داشته‌است. چند تار مو را در ۱۳۸۲ بر اساس فیلم‌نامه‌ای از خودش کارگردانی کرد و فیلم باغ‌های کندلوس (که فیلم عاشقانه محبوبی برای نسل‌های جوان شد) را در سال ۱۳۸۳ با بازی محمدرضا فروتن ساخت. در سال ۱۳۸۵ نسل جادویی را کارگردانی کرد که سال‌ها در انتظار پروانه نمایش به‌سر برد و سرانجام بدون فرصتی برای اکران عمومی، در شبکه نمایش خانگی توزیع شد. پس از این فیلم، به مدت چندین سال امکان و فرصت ساخت فیلم جدیدی را پیدا نکرد و تلاش‌هایش در این راه با بن‌بست روبرو شدند، تا این که در سال ۱۳۹۳ و پس از ۸ سال فیلم نیم‌رخ‌ها را کارگردانی کرد.
او حدود شش سال از بیماری سرطان مغز استخوان رنج می‌برد و در ۱۱ شهریور سال ۱۳۹۴ خورشیدی درگذشت.

## فیلم‌شناسی

### کارگردانی سینما
- نیم‌رخ‌ها (۱۳۹۳)
- نسل جادویی (۱۳۸۵)
- باغ‌های کندلوس (۱۳۸۳)
- چند تار مو (۱۳۸۲)
- از کنار هم می‌گذریم (۱۳۷۹)

### کارگردانی تلویزیون
| سال  | نام          | سمت      | کارگردان   | توضیحات                                                                            |
| ---- | ------------ | -------- | ---------- | ---------------------------------------------------------------------------------- |
| ۱۳۸۷ | روابط        | کارگردان | ایرج کریمی |                                                                                    |
| ۱۳۸۰ | شب لطیف است  | کارگردان | ایرج کریمی |                                                                                    |
| ۱۳۷۸ | دو روز با هم | کارگردان | ایرج کریمی |                                                                                    |
| ۱۳۷۶ | دیروز، فردا  | کارگردان | ایرج کریمی | در برخی منابع نامش به‌صورت «دیروز، امروز، فردا» آمده و یک فیلم کوتاه تلویزیونی بود. |
| ۱۳۷۰ | آهنگ پنهان   | کارگردان | ایرج کریمی | شبکه ۲                                                                             |
| ۱۳۷۰ | روز طلاق     | کارگردان | ایرج کریمی | یک سریال تلویزیونی ۳ قسمتی بود.                                                    |

### فیلم‌نامه
- بهترین بابای دنیا (۱۳۷۰) (طرح اولیهٔ داستان)
- سفر جادویی (۱۳۶۹)

### ترجمه
- شناخت سینما،[۱۴] لوییس جانتی، ترجمه ایرج کریمی، ۱۳۶۹، ناشر و طراح کتاب مسعود مهرابی بوده است.
- تولستوی و مرگ (نشر دف؛ تاریخ نخستین انتشار:۱۳۹۷)
- ده سال با هملت (نشر دف: ۱۳۹۳)
- برگمان و خدا در پرتو نور زم‍س‍ت‍ان‍ی (۱۳۷۹)
- روک‍و و ب‍رادران‍ش (۱۳۷۶)
- سینمای میکلوش یانچو (۱۳۶۹)
- شناخت سینما (۱۳۶۹)

### تألیف
- آن تماشاگر (گزیده‌ای از نقدهای سینمایی ایرج کریمی کتاب پنجره؛ ۱۳۹۸)
- ملال جدول باز (رمان کوتاه/ نشر دف؛ ۱۳۹۸)
- زخم آبروی ماست (مجموعه اشعار، ۱۳۹۵)[۱۵]
- ادبیات از چشم سینما (۱۳۸۱)
- از خانه تا رودخانه: به یاد آذربایجان (نمایشنامه) (۱۳۷۹)[۱۶]
- نرگس برای شب‌بو (نمایشنامه) (۱۳۷۹)
- هوسی به نام قطار (رمان) (۱۳۷۹)
- م‍داد ق‍دی‍م‍ی (ف‍ی‍ل‍م‍ن‍ام‍ه) (۱۳۶۹)
- ع‍ب‍اس ک‍ی‍ارس‍ت‍م‍ی ف‍ی‍ل‍م‍س‍از رئ‍ال‍ی‍س‍ت (۱۳۶۵)